# Uria (geslacht)
Uria is een geslacht van zeekoeten, een geslacht van vogels uit de familie alken (Alcidae). Het geslacht telt twee soorten. Een ander geslacht van zeekoeten is Cepphus.

## Soorten
- Uria aalge – Zeekoet
- Uria lomvia – Kortbekzeekoet